# Nickel(II) chromat
Nickel(II) chromat là một hợp chất vô cơ, có thành phần gồm ba nguyên tố nickel, chromi và oxy, với công thức hóa học được quy định là NiCrO4. Hợp chất này có thể hòa tan trong acid, tồn tại dưới trạng thái là một chất rắn màu nâu đỏ, với dung sai cao cho nhiệt. Nó và các ion cấu tạo đã được gán cho sự hình thành khối u và đột biến gen, đặc biệt đối với động vật hoang dã. Nickel(II) chromat có màu tối, không giống như hầu hết các hợp chất chromat có màu vàng khác.

## Tổng hợp
Nickel(II) chromat có thể được hình thành trong phòng thí nghiệm bằng cách nung nóng một hỗn hợp chromi(III) oxide và nickel(II) oxide ở nhiệt độ 700 ℃ và 800 ℃ dưới áp suất của khí quyển 1000 oxy. Ngoài ra, hợp chất này còn có thể được sản xuất ở nhiệt độ 535 ℃ và 7,3 bar oxy, nhưng phản ứng phải mất vài ngày để hoàn thành. Nếu áp suất quá thấp hoặc nhiệt độ quá cao nhưng trên 660 ℃ thì thay vì tạo ra Ni(CrO2)2, phản ứng sẽ tạo ra hợp chất dạng ngọc hồng bảo của hai nguyên tố nickel và chromi có cùng công thức hóa học là Ni(CrO2)2.
Karin Brandt cũng tuyên bố có thể tạo thành hợp chất Nickel chromat bằng kỹ thuật thủy nhiệt.
Sự lắng đọng ion Ni2+ với chromat tạo ra chất màu nâu có chứa nước.

## Phản ứng
Khi nung nóng ở áp suất oxy thấp và nhiệt độ khoảng 600 ℃, Nickel(II) chromat phân hủy thành dạng ngọc hồng bảo nickel(II) chromit, nickel(II) oxide và oxy.
4NiCrO4 → 2Ni(CrO2)2 + 2NiO + 3O2↑

## Hợp chất khác
NiCrO4 còn tạo một số hợp chất với NH3, như NiCrO4·2NH3·4H2O là chất rắn màu đỏ gỉ, NiCrO4·4NH3·2H2O là chất rắn vàng, NiCrO4·5NH3·H2O là tinh thể vàng lục hay NiCrO4·6NH3·xH2O là tinh thể lục → vàng lục.